# داميان هاريس
داميان هاريس (بالإنجليزية: Damian Harris)‏ هو كاتب سيناريو ومخرج أمريكي، ولد في 2 أغسطس 1958 في لندن في المملكة المتحدة.

## وصلات خارجية
- داميان هاريس على موقع IMDb (الإنجليزية)
- داميان هاريس على موقع ألو سيني (الفرنسية)
- داميان هاريس على موقع أول موفي (الإنجليزية)
- داميان هاريس على موقع قاعدة بيانات الأفلام السويدية (السويدية)
- داميان هاريس على موقع قاعدة بيانات الفيلم (الإنجليزية)
- داميان هاريس على موقع كينوبويسك (الروسية)